# Annie Pilloy
Annie Pilloy, née le 19 novembre 1959 à Boitsfort (province de Brabant, actuellement région de Bruxelles-Capitale), est une femme de lettres contemporaine belge de science-fiction qui étudie le rôle des femmes dans l'histoire de la bande dessinée.

## Biographie
Annie Pilloy naît le 19 novembre 1959 à Boitsfort,, une commune bruxelloise. Originaire de Court-Saint-Étienne, elle accomplit ses humanités gréco-latines au Lycée royal de Wavre.
Elle écrit Les Compagnes des héros de B.D. dans la collection « Logiques sociales » aux Éditions L'Harmattan en 1994. Cette étude est encore considérée par Chris Reyns-Chikuma de l'Université de l'Alberta en 2016, comme la plus complète sur les représentations de femmes dans la BD francophone des années 1940-60. 
Elle collabore également à la revue canadienne Solaris par des critiques littéraires d'ouvrages de science-fiction et de fantastique de 1996 à 1997.
Elle donne un dossier sur les autrices de bande dessinée intitulé Les Femmes dans la BD... sur le site web BDParadisio en 1996.
En 1998, elle livre une tribune Créatrice de BD : le péché originel ? Autopsie d’un malaise  dans Préambulle no 34, le bulletin d’information du Centre belge de la bande dessinée.
Parallèlement, elle écrit des nouvelles publiées dans des fanzines telles Les Pigeons (1997), C'est l'heure, Galurin (1998), Bruxelliande (1999).
En 2007, elle est membre du jury du prix Artémisia. 

### Vie privée
Elle demeure en Belgique en 2007.

## Thèmes
Annie Pilloy s'intéresse notamment à la présence des femmes dans les métiers de la bande dessinée et contribue à la mettre en lumière à travers ses écrits. Son travail s'inscrit généralement dans l'histoire des femmes et plus particulièrement dans celle des femmes dans l'art. 

## Publications

### Essais
- Petite Visite guidée au pays des femmes et des bulles, sous la direction de Jean-Louis Tilleuil, Images, imaginaires du féminin, E.M.E. 2003 (actes du colloque organisé dans le cadre des manifestations « Femmes d’images, images de femmes – 5-11/12/1998)
- Ahmad Aminian (dir.) et Annie Pilloy (dir.), La Violence de l'un est-elle la violence de l'autre ?[11] : multiculturalité et violence : quels ressentis et expressions ?, Bruxelles, Vie ouvrière, 2001 (ISBN 2-87003-373-7)
- « Questions d’âges, Bande dessinée une infime fraction de la réalité », Espace de Libertés, no 283,‎ septembre 2000, p. 14-15
- « Créatrice de BD : le péché originel ? Autopsie d’un malaise[7] », Préambulle, Centre belge de la bande dessinée, no 34,‎ mars 1998, p. 3
- Bulles en sandwich[12],[13] : diversification des classes d'âge et des générations dans le monde de la BD, vers des interactions ?, Communauté française de Belgique, direction générale de la culture et de la communication, service de l'éducation permanente, octobre 1996
- collaboration au numéro spécial centième anniversaire de la BD de Macadam Journal, dossier sur les femmes dans la BD (femmes de papier et femmes créatrices, historique et état actuel de la question), avril 1996.
- « Des femmes et des bulles », Regards sociologiques, Association Regards sociologiques, nos 9-10,‎ 1995, p. 39-45 (ISSN 1164-0871, lire en ligne [PDF])
- Les Compagnes des héros de BD : Des femmes et des bulles[14], Paris, L'Harmattan, coll. « Logiques sociales », 1994 (ISBN 2-7384-2238-1, présentation en ligne).

### Fictions
- Eclipse dans le journal belge Le Matin du 11 août 2009, p. 4
- Bruxelliande[8], nouvelle fantastique dans Anthésis no 7, fanzine belge, mars 1999.
- C'est l'heure, Galurin[8], nouvelle fantastique dans UNDP no 6, fanzine français, mai 1998.
- C'est l'heure, Galurin[15], nouvelle fantastique dans Proxima no 2/3, fanzine, Montréal, octobre 1997  (ISSN 1206-0852).
- Les Pigeons[8], nouvelle de science-fiction publiée dans Exile, fanzine, France, janvier-février 1997.
- Cinq nouvelles de fantastique et de science-fiction adaptées à la RTBF radio[16] dans le cadre du Polar de la Une, 1993.

#### Livres
: document utilisé comme source pour la rédaction de cet article.
- Jacques Fiérain, « Pilloy, Annie », dans La BD à Bruxelles et en Brabant, Charleroi, Éd. l'Âge d'or, avril 2003, 144 p., ill. ; 31 cm (ISBN 9782960119664 et 2960119665, OCLC 470388171, présentation en ligne), p. 115. .

#### Articles
- Annie Pilloy (interviewée), « Rencontre avec Annie Pilloy », Exilé, no 1,‎ janvier 1997.